# Terror Twilight
Terror Twilight es el quinto y último disco de Pavement. Fue grabado por Nigel Godrich y en él participó Jonny Greenwood de Radiohead tocando la armónica en los temas Platform Blues y Billie.
Bob Nastanovich se animó con el título del disco, y explicó el significado del mismo en diversas entrevistas: "Terror Twilight es un breve espacio entre el atardecer y el anochecer; se considera el momento del día más peligroso para el tráfico de automóviles ya que la mitad de la gente lleva los faros encendidos, y la otra mitad no los lleva. Es cuando ocurren más accidentes". 
El 11 de enero de 2022 se anunció la reedición del disco, reedición que llevaría el título de "Terror Twilight: Farewell Horizontal". El lanzamiento está planeado para el 8 de abril del mismo año. Contendrá 45 canciones, de las cuales 28 no habían sido lanzadas anteriormente

## Listado de canciones
Todas las canciones fueron compuestas por Stephen Malkmus.
1. "Spit on a Stranger" – 3:04
2. "Folk Jam" – 3:34
3. "You Are a Light" – 3:54
4. "Cream of Gold" – 3:47
5. "Major Leagues" – 3:24
6. "Platform Blues" – 4:42
7. "Ann Don't Cry" – 4:09
8. "Billie" – 3:44
9. "Speak, See, Remember" – 4:19
10. "The Hexx" – 5:39
11. "Carrot Rope" – 3:52

En Reino Unido, las primeras copias del disco contenían un CD-ROM adicional con el disco completo y breves comentarios de cada tema del mismo; el video de Stephen Malkmus escribiendo esto y pidiéndo ayuda a sus compañeros de grupo para ello aparece en el DVD Slow Century. El disco también contenía los videoclips de Stereo y Shady Lane de su anterior disco, Brighten the Corners y un fragmento de video casero con imágenes que también aparecen en el DVD Slow Century.

## En la cultura popular
- El título original del disco era Farewell Horizontal hasta que Bob Nastanovich se quejó. Luego explicó que no había manera de que él estuviese en la gira de Farewell Horizontal durante el año siguiente.
- La banda de bluegrass progresivo Nickel Creek hizo una versión del primer sencillo del Terror Twilight, Spit on a Stranger, en su disco de 2002, This Side.

- El tema Spit on a Stranger apareció en el episodio Drumroll, Please de la serie How I Met Your Mother.